# Edgar Tur
Edgar Tur (Tallinn, 28 dicembre 1996) è un calciatore estone, attaccante del Levadia Tallinn.

## Carriera

### Club
Ha giocato 8 partite nella massima serie bulgara con il Botev Vraca. Con il Paide ha giocato una partita nei turni preliminari di Europa League e 2 partite nei turni preliminari di Conference League.

### Nazionale
Ha giocato nella nazionale estone Under-21.
Nel 2020 ha esordito in nazionale maggiore.
L'8 giugno 2024 realizza la sua prima rete per la massima selezione estone nel successo per 4-1 contro le Fær Øer.

## Statistiche

### Cronologia presenze e reti in nazionale
| Cronologia completa delle presenze e delle reti in nazionale ― Estonia | Cronologia completa delle presenze e delle reti in nazionale ― Estonia | Cronologia completa delle presenze e delle reti in nazionale ― Estonia | Cronologia completa delle presenze e delle reti in nazionale ― Estonia | Cronologia completa delle presenze e delle reti in nazionale ― Estonia | Cronologia completa delle presenze e delle reti in nazionale ― Estonia | Cronologia completa delle presenze e delle reti in nazionale ― Estonia | Cronologia completa delle presenze e delle reti in nazionale ― Estonia |
| Data                                                                   | Città                                                                  | In casa                                                                | Risultato                                                              | Ospiti                                                                 | Competizione                                                           | Reti                                                                   | Note                                                                   |
| ---------------------------------------------------------------------- | ---------------------------------------------------------------------- | ---------------------------------------------------------------------- | ---------------------------------------------------------------------- | ---------------------------------------------------------------------- | ---------------------------------------------------------------------- | ---------------------------------------------------------------------- | ---------------------------------------------------------------------- |
| 7-10-2020                                                              | Tallinn                                                                | Estonia                                                                | 1 – 3                                                                  | Lituania                                                               | Amichevole                                                             | -                                                                      | 65’                                                                    |
| 11-11-2020                                                             | Firenze                                                                | Italia                                                                 | 4 – 0                                                                  | Estonia                                                                | Amichevole                                                             | -                                                                      | 46’                                                                    |
| 12-1-2024                                                              | Pafo                                                                   | Svezia                                                                 | 2 – 1                                                                  | Estonia                                                                | Amichevole                                                             | -                                                                      | 72’                                                                    |
| 4-6-2024                                                               | Lucerna                                                                | Svizzera                                                               | 4 – 0                                                                  | Estonia                                                                | Amichevole                                                             | -                                                                      | 73’                                                                    |
| 8-6-2024                                                               | Tallinn                                                                | Estonia                                                                | 4 – 1                                                                  | Fær Øer                                                                | Coppa del Baltico 2024                                                 | 1                                                                      | 72’                                                                    |
| 11-6-2024                                                              | Kaunas                                                                 | Lituania                                                               | 1 – 1 (3 – 4 dtr)                                                      | Estonia                                                                | Coppa del Baltico 2024                                                 | -                                                                      | 46’ 90+2’                                                              |
| Totale                                                                 |                                                                        | Presenze                                                               | 6                                                                      |                                                                        | Reti                                                                   | 1                                                                      |                                                                        |

## Palmarès

### Club

#### Competizioni nazionali
- Coppa d'Estonia: 1

Levadia Tallinn: 2023-2024
- Campionato estone: 1

Levadia Tallinn: 2024
- Supercoppa d'Estonia: 1

Levadia Tallinn: 2025

### Nazionale
- Coppa del Baltico: 1

2024